# سمفونی شماره ۱ (بروکنر)
سمفونی شماره ۱ بروکنر در سی مینور آنتون بروکنر، اولین سمفونی بود که بروکنر آن را شایسته اجرا در کتابخانه ملی اتریش می دانست. 
سمفونی از نظر زمانی پس از سمفونی مطالعه در فا مینور و قبل از سمفونی "باطل" در د مینور آمده است.  (سمفونی شماره ۲ در سی مینور پس از سمفونی "لغو شده" در د مینور تکمیل شد.) 